# اچ‌ام‌اس تروبریج (آر۰۰)
اچ‌ام‌اس تروبریج (آر۰۰) (به انگلیسی: HMS Troubridge (R00)) یک کشتی بود که طول آن ۳۳۹ فوت ۶ اینچ (۱۰۳٫۴۸ متر) بود. این کشتی در سال ۱۹۴۲ ساخته شد.